# Santa Rosa (Nacajuca)
Santa Rosa es una localidad del municipio de Nacajuca ubicado en la subregión centro del estado mexicano de Tabasco.

## Geografía
La localidad de Santa Rosa se sitúa en las coordenadas geográficas 18°05′28″N 92°57′27″O / 18.091111, -92.957500, a una elevación de 3 metros sobre el nivel del mar.

## Demografía
Según el Conteo de Población y Vivienda 2020, efectuado por el Instituto Nacional de Estadística y Geografía, la localidad de Santa Rosa tiene 11 habitantes, de los cuales 4 son del sexo masculino y 7 del sexo femenino. Su tasa de fecundidad es de 3.2 hijos por mujer y tiene 4 viviendas particulares habitadas.
| Gráfica de evolución demográfica de Santa Rosa entre 1970 y 2020 |
|                                                                  |
| INEGI.                                                           |